# منير بخش
منير عبد الحميد بخش (1387 هـ في المدينة المنورة)، مصمم ومهندس طيران سعودي، الرئيس التنفيذي -للشركة السعودية لتهيئة وصيانة الطائرات.

## حياته
ولد عام 1387 هـ في المدينة المنورة، وأنهى دراسته الثانوية بها. وفي عام 1406 هـ ابتعث إلى الولايات الأمريكية المتحدة لدراسة علوم وهندسة الطيران. وحصل على شهادتي البكالوريوس والماجستير في هندسة وتصميم الطائرات من جامعة امبري ريدل لعلوم الطيران عام 1999 م.

## الحياة العملية
أقام في الولايات المتحدة الأمريكية مدة 27 عام بعد حصوله على عروض عمل من العديد من شركات الطيران الرائدة لتميزه في هندسة وتصميم هياكل الطائرات من المواد المركبة. وعمل في شركة بوينغ حيث قام بتصميم المثبتات الأفقية لطائرة بوينغ 787دريم لاينرز. كما عمل مع شركة هوندا وقام بتصميم بدن الطائرة هوندا أتش إيه-420 هوندا جت، كما عمل في شركة غلف ستريم للطائرات حيث قام بتصميم طرف الجناح لأجنحة الطائرة غلف ستريم جي 500/جي 600.
وفي مجال هندسة وتصميم الطائرات أسس شركتين في الولايات المتحدة، تخصص في تصميم وهندسة الطائرات وحصل على براءة اختراع في مجال الطيران.
في عام 2016 م عند عودته للمملكة العربية السعودية عمل في شركة تقنية للطيران قام من خلالها بتأسيس مصنع هياكل الطائرات في مطار الملك خالد الدولي، وانتقل إلى بعد ذلك إلى الشركة السعودية للصناعات العسكرية (سامي) كمدير عام الأنظمة الجوية.
في عام 2019 عين من قبل صندوق الاستثمارات العامة نائبًا لرئيس مجلس الإدارة ورئيسًا تنفيذيًا للشركة السعودية لتهيئة وصيانة الطائرات (جي دي سي) وهي إحدى شركات صندوق الاستثمارات العامة التي تعمل في مجال نقل وتوطين صناعة الطيران في المملكة العربية السعودية. كما أنه يشغل منصب نائب رئيس مجلس الإدارة في شركة الشرق الأوسط لمحركات الطائرات المحدودة إحدى شركات برنامج  التوازن الاقتصادي.